# Zéro (film)
Pour plus de détails, voir Fiche technique et Distribution.
Zéro, typographié ZERO est un film marocain écrit et réalisé par Nour-Eddine Lakhmari et produit par Timlif Productions, sorti le 19 décembre 2012 dans les salles marocaines. 
Ce film met en scène dans les rôles principaux Younes Bouab, Mohammed Majd, Aziz Dadas et Saïd Bey. Il remporte le Grand Prix du Festival national du film de Tanger, parmi une série de 8 prix à ce Festival et au Festival International du Cinéma Méditerranéen de Tétouan et a également été sélectionné en compétition officielle au Festival international de Marrakech et au Dubaï international festival films.

## Synopsis
Amine Bertale est un flic, son nom est ZERO. Mais ZERO ne l’est pas que de nom. Au-delà de ce qualificatif désobligeant, c’est l’incarnation de la vie insensée et vide d’un flic peu ordinaire aux prises avec son alcoolisme et de son complexe d’infériorité ; surtout hanté par des peurs qui trouvent leurs sources dans un passé tumultueux. Fils d’un ancien agent des forces auxiliaires, devenu agressif, presque dépressif parce que cloué dans un fauteuil roulant et d’une mère quasi inconnue, ZERO passe son temps à arpenter les rues et les bars mal famés et bruyant de Casablanca en compagnie de sa seule amie, Mimi, une jeune prostituée. Sa vie de flic encore moins reluisante, se résume à enregistrer des plaintes à longueur de journée et à rendre des comptes à ses supérieurs sur les activités extra, liées à leur vie de mafia. Mais cette vie passive, sans but et raison, lorsqu'elle croise le chemin de Aïcha Baidou à la recherche de sa fille engloutie dans cette ville pervertie par l'argent, connaitra une mutation non pas en celle d'un héros, mais en celle d'un être humain assoiffé de rédemption.

## Fiche technique
- Titre : ZERO
- Réalisation : Nour-Eddine Lakhmari
- Scénario : Nour-Eddine Lakhmari
- Décors : Badr Soud El Hassani
- Costumes : Loujaine Berrioua et Khadija Dakhil
- Montage : Youssef Mernissi
- Musique : Richard Horowitz
- Production : Redouan Bayed[7].
- Sociétés de Production : TIMLIF PRODUCTIONS[8]
- Sociétés de distribution : H2O Motion Pictures[9]: distribution sur tous les pays (sauf Suisse, France et Belgique francophone) ; Les Films de l'Atalante[10]: distribution pour la France, la Suisse et la Belgique francophone
- Pays d'origine :  Maroc
- Langue originale : arabe
- Genre : Drame
- Durée : 111 minutes
- Date de sortie : 19 décembre 2012

## Distribution
- Younes Bouab : Amine Bertale, alias ZERO
- Mohamed Majd : Abbas Bertale
- Sonia Okacha : Docteur Kenza
- Saïd Bey : Boufertatou
- Zineb Samara : Mimi
- Fatima Hernadi : Madame Abla
- Aziz Dadas : Commissaire Zerouali
- Malika Hamaoui : Aïcha Baïdou
- Ouidad Elma : Nadia Baïdou

## Distinctions

### Récompenses
- Festival National du Film de Tanger 2013. Le Grand Prix du festival[11]
- Prix du meilleur premier rôle masculin pour Younès Bouab[12]
- Prix du 2e rôle masculin pour Feu Mohamed Majd[13]
- Prix du 2e rôle féminin pour Sonia Okacha [14]
- Prix du meilleur son pour Emmannuel Legal[15]
- Festival International du Cinéma Méditerranéen de Tétouan 2013[16]
- Prix Mohammed Reggab, prix spécial du jury[17]
- Prix d’Interprétation Masculine[18]
- Prix du Public[18]

### Nominations
- 12e édition du Festival International du Film de Marrakech 2012[19]
- 9e édition du Festival International du Film de Dubaï 2012[20]

## Sortie en salles
ZERO a été distribué par Timlif Productions dans une vingtaine de salles de cinéma et à travers les villes principales du Maroc : Casablanca, Rabat, Marrakech, Tanger, Tétouan, Fès et Meknès.
Le film a bénéficié d’une large audience en restant en salle durant 15 semaines, il s’est hissé à la tête du box-office marocain avec plus de 180.000 entrées enregistrées.

## Critique Presse
- « Le dernier film de Nour-Eddine Lakhmari, Zero, uppercute nos petites somnolences et lâchetés quotidiennes. Le rappel à l’ordre est sans concession... ZERO est une critique néoréaliste redonnant au cinéma une envergure critique de l’engagement social. »[22]
- « Zéro est en salle depuis décembre dernier et totalise aujourd’hui environ 110 000 entrées. Un score qui pourrait réjouir la plupart des réalisateurs marocains et leur ferait pousser un soupir de soulagement » Le Matin (25 janvier 2013)[23]
- « La 14e édition du Festival national du film (FNF) s’est achevée samedi soir à Tanger, avec la consécration de Zéro de Nour-Eddine Lakhmari qui a reçu le Grand prix de cette édition.
- « Outre la récompense suprême, le long métrage a aussi décroché les prix du meilleur premier rôle masculin, du 2e rôle masculin et du 2e rôle féminin… ainsi que le prix du meilleur son… Une belle moisson pour cette œuvre, présentée en première mondiale à Dubaï. » Libération (11 février 2013)
- « Avec ZERO, deuxième volet d’une trilogie consacrée à Casablanca et dépliée avec Casanegra, le réalisateur communie l’esthétisme sublimé de la métropole à un scénario maté et colmaté.»
- « S’il y a une chose à propos de laquelle tout le monde s’accorde sur Nour-Eddine Lakhmari, c’est qu’il a l’art de débusquer des comédiens talentueux. » Tel Quel (18 décembre 2012)

## PartenariatTouche pas à mon enfant
Dans le cadre de la Sortie Nationale de ZERO, Timlif Productions a noué un partenariat citoyen avec l’Association Touche pas à mon enfant. L’Association lutte depuis 2004 en faveur des enfants abusés et lutte contre les agressions et toutes formes d’atteintes sexuelles aux enfants mineurs.
Najat Anwar, Présidente de l’Association a déclaré : « La thématique de ZERO rejoint notre combat de médiatisation et de dénonciation des atteintes à l’enfance puisque sans dévoiler l’intrigue du film, le caractère principal combat à nos côtés ceux qui maltraitent les enfants. Abuser d’un enfant est un crime. L’ignorer est un sacrilège. »
Un clip de sensibilisation a été réalisé par Nour-Eddine pour Touche pas à mon enfant et mettant en scène les acteurs de ZERO avec l’actrice et membre de l’Association, Amal Temmar.